# Spasatel'
Spasatel' (Спасатель) è un film del 1980 diretto da Sergej Solov'ëv.

## Trama
Il film si svolge in una città di provincia, dove si svolgono le riprese di un documentario sulla scuola. Un talentuoso insegnante di letteratura Larikov lavora in questa scuola, e l'atteggiamento del suo studente nei confronti del mondo è stato costruito sulla base delle sue lezioni, ma gradualmente ha iniziato a rimanere delusa da lui.